# Halowe Mistrzostwa Europy w Lekkoatletyce 1989 – bieg na 3000 m mężczyzn
Bieg na 3000 metrów mężczyzn – jedna z konkurencji biegowych rozgrywanych podczas halowych lekkoatletycznych mistrzostw Europy w  hali Houtrust w Hadze. Eliminacje i półfinały zostały rozegrane 18 lutego, a bieg finałowy 19 lutego 1989. Zwyciężył reprezentant Republiki Federalnej Niemiec Dieter Baumann. Tytułu zdobytego na poprzednich mistrzostwach nie bronił José Luis González z Hiszpanii.

## Rezultaty

### Eliminacje
Rozegrano 2 biegi eliminacyjne, do których przystąpiło 20 biegaczy. Awans do finału dawało zajęcie jednego z pierwszych czterech miejsc w swoim biegu (Q). Skład finału uzupełniło czterech zawodników z najlepszym czasem wśród przegranych (q).
Opracowano na podstawie materiału źródłowego.

#### Bieg 1
| Miejsce | Zawodnik              | Czas    | Uwagi |
| ------- | --------------------- | ------- | ----- |
| 1       | Jacky Carlier         | 8:02,98 | Q     |
| 2       | Branko Zorko          | 8:03,36 | Q     |
| 3       | Dieter Baumann        | 8:03,44 | Q     |
| 4       | João Campos           | 8:04,09 | Q     |
| 5       | Adelino Hidalgo       | 8:04,50 | q     |
| 6       | Herman Hofstee        | 8:06,03 | q     |
| 7       | Markus Neukirch       | 8:07,42 |       |
| 8       | Liam O’Brien          | 8:11,21 |       |
| 9       | Colin Walker          | 8:17,02 |       |
| 10      | Peter Van de Kerkhove | 8:19,75 |       |
| 11      | Paul Larkins          | 8:21,35 |       |

#### Bieg 2
| Miejsce | Zawodnik         | Czas    | Uwagi |
| ------- | ---------------- | ------- | ----- |
| 1       | Rémy Geoffroy    | 8:03,49 | Q     |
| 2       | Mário da Silva   | 8:03,62 | Q     |
| 3       | Anacleto Jiménez | 8:03,67 | Q     |
| 4       | Abel Antón       | 8:03,73 | Q     |
| 5       | Peter Wirz       | 8:03,73 | q     |
| 6       | Frank Bialluch   | 8:04,72 | q     |
| 7       | Alistair Currie  | 8:07,34 |       |
| 8       | Enda Fitzpatrick | 8:17,41 |       |
| –       | Béla Vágó        | DNF     |       |

### Finał
Opracowano na podstawie materiału źródłowego.
| Miejsce | Zawodnik         | Czas    | Uwagi |
| ------- | ---------------- | ------- | ----- |
| 1       | Dieter Baumann   | 7:50,43 |       |
| 2       | Abel Antón       | 7:51,88 |       |
| 3       | Jacky Carlier    | 7:52,23 |       |
| 4       | Rémy Geoffroy    | 7:52,90 |       |
| 5       | Branko Zorko     | 7:54,16 |       |
| 6       | João Campos      | 7:54,93 |       |
| 7       | Adelino Hidalgo  | 7:55,17 |       |
| 8       | Mário da Silva   | 7:55,89 |       |
| 9       | Anacleto Jiménez | 7:58,16 |       |
| 10      | Herman Hofstee   | 8:00,13 |       |
| 11      | Frank Bialluch   | 8:00,33 |       |
| –       | Peter Wirz       | DNF     |       |